# Cylindrepomus grammicus
Cylindrepomus grammicus là một loài bọ cánh cứng trong họ Cerambycidae.